# Henty
Henty är en ort i Australien. Den ligger i kommunen Greater Hume Shire och delstaten New South Wales, i den sydöstra delen av landet, omkring 420 kilometer sydväst om delstatshuvudstaden Sydney.
Runt Henty är det mycket glesbefolkat, med 2 invånare per kvadratkilometer.. Närmaste större samhälle är Culcairn, omkring 17 kilometer söder om Henty.
Trakten runt Henty består till största delen av jordbruksmark. Genomsnittlig årsnederbörd är 925 millimeter. Den regnigaste månaden är mars, med i genomsnitt 119 mm nederbörd, och den torraste är oktober, med 47 mm nederbörd.